# United States Antarctic Program

United States Antarctic Program, tidigare United States Antarctic Research Program  och United States Antarctic Service, är en amerikansk federal organisation för forskning om Antarktis. Organisationens mål är att öka kunskap om Antarktis och bedriva forskning.
United States Antarctic Program har tre forskningsstationer i året runtdrift på Antarktis: (McMurdo Station, Amundsen-Scott-basen och Palmer Station), och driver också polarforskningsfartyg.